# SN 1969H
SN 1969H – supernowa typu I odkryta 17 czerwca 1969 roku w galaktyce NGC 4725. W momencie odkrycia miała maksymalną jasność 15,00m.